# Ралф Дарендорф
Барон Ралф Густав Дарендорф (Хамбург, 1. мај 1929 — Келн, 17. јун 2009) је био немачки и британски социолог, филозоф, политиколог и либерални политичар. Најпознатији је по свом доприносу развоју конфликтних теорија друштва. Његова разматрања супротстављена су некада доминирајућем функционализму; насупрот друштвеној стабилности и реду који истичу функционалистички теоретичари, Дарендорф се занима за динамику и друштвене промене. Један од главних предмета његовог проучавања је ауторитет.

## Биографија

### Породица
Рођен је у Хамбургу. Ралф Дарендорф је био син Лине и Густава Дарендорфа, и брат Франка Дарендорфа. Дарендорф је познат по томе што је подржавао борбу против нацистичке активности. Као дете, Ралф је био члан Дојчес Јунгфолка, најмлађе гране Хитлерјугенда. Када је Ралф био само тинејџер, он и његов отац, члан Социјал-демократске партије при Немачком парламенту, су ухапшени и послати у концентрационе логоре за своје анти-нацистичке активности током национал-социјалистичког режима. Након тога се његова породица преселила у Берлин. 1944. године, последње године Другог светског рата, Ралф је ухапшен због ангажовања у борби против нацистичке активности и послат у концентрациони логор у Пољској. Ослобођен је 1945. године.

### Образовање и каријера
Студирао је филозофију, класичну филологију и социологију на Универзитету у Хамбургу између 1947. и 1952. године. Постао је доктор наука у 1952. У овој раној фази Дарендорфове академске каријере, он је се заинтересовао за Марксову теорију, пишући своју докторску дисертацију на тему Марксове теорије правде. "Од краја 1950-их Дарендорф се, попут Козера, залагао за приступање социологији помоћу теорије сукоба." Он је наставио своје академско истраживање на Лондонској школи економије и политичких наука и докторирао социологију 1956. Био је професор социологије у Хамбургу (1957—60), Тибингену (1960—64) и Констанцу (1966—69). Од 1957/1959, "Ралф Дарендорф је говорио о способности да се организује по принципу квази-група и интересних група." Квази-групе су дефинисане као "они колективи који имају идентичне интересе, али немају осећај " припадности ". Интересне групе, с друге стране," имају структуру, облик организовања, програм или циљ, и особље састављено од чланова. "" Године 1960. постао је гостујући професор социологије на Универзитету Колумбија у Њујорку.
Од 1968. до 1969. године, Дарендорф је био посланик у Скупштини Баден-Виртемберга, а такође 1968. је започео своју комуникацију са Универзитетом Харвард. Дарендорф је одлучио да постане члан Бундестага 1969. у време када је Вили Брант формирао своју прву СПД-ФДП коалициону владу. Након приступања, именован је за секретара министарства иностраних послова. Пошто је постављен као трећи на лествици команде у Министарству иностраних послова, није уживао у искуству. Од 1969. до 1970. био је члан немачког парламента за Слободну демократску партију (немачки либерали). Од 1969. до 1970. је био и државни секретар у Министарству спољних послова. Године 1970. постао је комесар у Европској комисији у Бриселу. Био је посвећен ЕУ као гарант људских права и слободе.
Од 1974. до 1984. Дарендорф је био директор Лондонске школе економије и политичких наука, када се вратио у Немачку да постане професор друштвених наука на Универзитету Констанц (1984—86).
Од 1967. до 1970. био је председник Немачког друштва социолога, где је дао оставку када је преместио своју канцеларију у Брисел. Између 1976. и 1979. године водио је образовни под-комитет Бенсон комисије.
Године 1986, Ралф Дарендорф постао је управни Лондонске школе економије и политичких наука. Од 1987. до 1997. године био је управник Ст. Антони колеџа на Универзитету у Оксфорду, наследивши историчара Сер Рејмонда Кара.
Године 1982, Дарендорф је именован за Витеза Команданта Реда Британске империје. Године 1988. је стекао британско држављанство.и постао познат као Сер Ралф Дарендорф (с обзиром на то да само британски држављани имају право да користе ту титулу). Године 1993. био је именован за барона Дарендорфа од Клер маркета града Вестминстера. Клер маркет се налази у близини Лондонске школе економије и политичких наука. Дарендорф изабрао ово име у част школе и као знак његовог либералног хумора. Седео је у Дому лордова као члан који није обавезан дужностима према ниједној странци и гласа независно.
Дарендорф је инсистирао на томе да чак и најосновнијим грађанским правима, укључујући једнакост и слободу изражавања, треба дати уставни легитимитет. Дана 11. јула 2007. године добио је награду Принцеза од Астурије за поље друштвених наука.
У јануару 2005. године, именован је за професора у Истраживачком центру друштвених наука у Берлину.
Дарендорф је имао двојно држављанство Велике Британије и Немачке. После пензионисања, живео је делимично у Немачкој и делимично у Великој Британији, са кућама у Лондону и Бондорфу, граду на југозападу Немачке. На питање који град сматра својим домом, он је једном рекао: "Ја сам из Лондона". Такође је једном приликом изјавио да је његов живот обележио сукоб између осећаја дужности према земљи његовог рођења, Немачкој, и привлачности Британије.

### Бракови и деца
Дарендорф се женио три пута. Он је оженио своју прву супругу, Веру, 1954. године. Она је такође била студент Лондонске школе економије и политичких наука. Заједно су имали три кћери: Николу, Александру и Дафне Дарендорф. Никола Дарендорф је радила за УН и као саветник Владе Велике Британије за регионалне конфликте западне Африке.
Од 1980. до 2004. године, био је у браку са историчарком и преводиоцем Елен Дахрендорф (рођена Елен Џоан Круг), ћерком професора Џејмса Круга. Када је постао племић 1993. године, његова супруга је постала позната као Леди Дахрендорф.
Прва два брака Ралфа Дрендорфа су завршила разводом. Године 2004. оженио је Кристијану Дарендорф, докторку из Келна.

### Смрт
Дарендорф је умро у Келну, у Немачкој, са 80 година, 17. јуна 2009. године, након што је оболео од рака.
Надживеле су га његова трећа супруга, три ћерке и једно унуче.

## Дарендорфова мисао

### Класа и класни сукоб у индустријском друштву
Године 1959. Дарендорф је објавио свој најутицајнији рад о социјалној неједнакости, под називом „Класе и класни сукоб у индустријском друштву“. Упркос каснијим ревизијама и потврдама његовог рада, данас ова књига остаје као његов први детаљан и најутицајнији приказ проблема социјалне неједнакости у модерним, или посткапиталистичким друштвима.
Анализирајући и процењујући аргументе функционализма и марксизма, Дарендорф је веровао да ниједна од те две теорије самостално не може да се примени на цело друштво. Марксизам није урачунао очигледне доказе социјалне интеграције и кохезије. Функционализам се, с друге стране, није довољно фокусирао на друштвене конфликте. Он је такође тврдио да Маркс је дефинисао класу у преуском, историјско-специфичном контексту. У Марксово време богатство је било одлучујући фактор у достизању моћ. Богати - а самим тим и моћни - су владали, не остављајући места сиромашнима да стекну никакву власт или побољшају свој положај у друштву.
Ослањајући се на аспекте и марксизма и функционализма да формира своје мишљење, Дарендорф је истакао промене које су се догодиле у модерном друштву. Дарендорф је веровао у два приступа друштву, утопијски и рационалистички. Утопијски представља равнотежу принципа и чврстине, а рационалистички раздор и неслагања. Иако верује да су обе социјалне перспективе, утопијски приступ је присутнији у модерном друштву, остављајући Дахрендорф да створи равнотежу између два погледа. Дарендорф расправља о књижевним утопијама да покаже да је функционалистичка идеја друштвеног система сама по себи утопистичка, јер поседује све неопходне карактеристике. Конкретно, са демократијом се појавило гласање за политичке партије, и повећана је друштвена покретљивост. Он сматра да борба за власт ствара конфликт. Поред тога, он сматра да је традиционални марксизам игнорише консензус и интеграцију у савременим друштвеним структурама. Дарендорфова теорија је дефинисала класе не на бази богатства попут Марксова, већ по нивоу ауторитета. Дарендорф комбинује елементе обе ове перспективе да развије своју теорију класног сукоба у посткапиталистичком друштву.

### Дарендорфова теорија класног сукоба
Као социолог, Дарендорф је развио, неговао и унапредио теорију сукоба. За ову нову теорију кажу да се десила као реакција на функционализам и на много начина му представља антитезу. Теорија сукоба покушава да повеже функционализам и марксизам. Према Дарендорфу, функционализам је користан при покушавању да се разуме консензус док се теорија сукоба користи да би се разумели конфликт и принуда. Да бисмо разумели функционализам, проучавамо три рада: Дејвисов и Муров, Парсонсов и Мертонов. Дарендорф наводи да је капитализам претрпео велике промене откад је Маркс првобитно развио теорију класног сукоба. Овај нови систем капитализма, који он идентификује као посткапитализам, одликује разноврсност класних структура и флуидан систем односа моћи. Дакле, то подразумева много сложенији систем неједнакости него што је Маркс првобитно описао.
Дарендорф тврди да је посткапиталистичко друштво институционализовало класни сукоб у државним и економским сферама. На пример, класни сукоб је уведен преко синдиката, колективног преговарања, судског система и законодавних дебата. У ствари, тешки класни раздор типичан за Марксово време више није релевантан. Дарендорфова теорија често се супротстављала функционалистичкој.
Теоретичари конфликта, и стога Дарендорф, често су заузимали потпуно супротан став од функционалиста. Док функционалисти верују да друштво осцилује врло мало, ако нije и потпуно статично, теоретичари конфликта су рекли да свако друштво у сваком тренутку подлеже процесу промене. Он сматра да постоје " раздор и сукоб у сваком тренутку у друштвеном систему " и " многи друштвени елементи као допринос распаду и промени ". Они верују да ред долази од принуде од оних на врху. Сматрају да је моћ важан фактор у друштвеном поретку. Дарендорф верује да су и теорија сукоба и теорија консензуса неопходне јер одражавају два дела друштва.
Током развоја његове теорије сукоба, Дарендорф је признао да је теорија консензуса такође неопходна да се у потпуности приказало друштво. Теорија консензуса се фокусира на интеграцију вредности у друштво, док се теорија сукоба фокусира на сукоб интереса и силе која држи друштво на окупу упркос овим притисцима. У прошлости, функционализам био је главна теорија у социологији док се није појавила теорија сукоба као њен главни противкандидат. Међутим, и функционализам и теорија сукоба су добили велике критике. У ствари, Дарендорф је тврдио да мора да постоји консензус да би постојао конфликт, да су њих двојица били предуслови једно за друго. Супротно је такође тачно, говорио је он - сукоб може довести до кохезије и консензуса. Међутим, Дарендорф није веровао да се две теорије могу комбиновати у једну хармоничну и свеобухватну теорију. Уместо тога, Дарендорфова теза је била да "диференцијална дистрибуција власти увек постаје одлучујући фактор систематских друштвених сукоба".
Дарендорф је веровао да Марксова теорија може да се унапреди тако да одражава модерно друштво. Он одбацује Марксов систем две класе као превише поједностављен и превише фокусиран на власништво над имовином. Због јачања акционарских друштава, власништво не одражава контролу над привредном производњом у савременом друштву. Уместо да описује основне класне разлике имовином, Дарендорф тврди да морамо "заменити поседовање, или не поседовање, приватне имовине вршењем, или искључењем из, ауторитета као критеријумом формирања класе". Кључна компонента у Дарендорфовој теорији сукоба је идеја ауторитета. Иако у почетку изгледа као појединачни и психолошки проблем, Дарендорф тврди да се власт односи на позиције а не на појединце. На овај начин, субординација и ауторитет су производи очекивања дефинисаних у друштву, и ако се те улоге не поштују, спроводе се санкције. Дарендорф проширује ову идеју са идејом да између ауторитета може доћи до сукоба када су на различитим позицијама које захтевају различите ствари. Према Дарендорфу, ове различито дефинисане области друштва у којима улоге људи могу бити различите се називају императивно координисана удружења. Групе друштава у различитим удружењима су повезане њиховим заједничким интересима. Дарендорф објашњава да су скривени интереси природни интереси који настају несвесно у сукобу надређених и подређених. Он дефинише испољене интересе као скривене интересе када су остварени. Дакле, Дарендорф сматра да је разумевање ауторитета кључ за разумевање друштвених сукоба.
Дарендорф је, као и Мертон, посматрао скривене и испољене интересе и даље их класификовао као несвесне и свесне интересе. Открио је да је веза између ова два концепта проблематична за теорију сукоба. Дарендорф је сматрао да је основа класног сукоба била подела на три групе друштва: Квази групе, интересне групе и конфликтне групе. Даље, друштво се може поделити на "командну класу" и "послушну класу". Командна класа влада, док послушна класа не само да нема никакав ауторитет, већ је и подређена власти других. Са јасним узајамним дејством између та два типа класе, теорија класног сукоба покушава да објасни то узајамно дејство.. Квази групе су "скупови службеника на радним местима са истим интересом". Интересне групе су изведене из квази група и оне су организоване члановима, организацијама, као и програмом или циљем. Основна разлика између квази група и интересних група је да су интересне групе у стању да се организују и да имају осећај "припадности" или идентитета. Дарендорф је признао да и остали услови, као што су политика, адекватно особље и регрутовање, играју улогу заједно са групама. Он је такође веровао да би се, под идеалним околностима, сукоб могао објаснити без позивања на друге варијабле. За разлику од Маркса, међутим, није сматрао да би насумично запошљавање у квази групи узроковало стварање конфликтне групе. За разлику од идеје Луиса Козера да сукоб одржава досадашње стање, Дарендорф је веровао да конфликт доводи до промена (у друштвеној структури) и развоја. Његова вера у друштво које се мења одваја Дарендорфове идеје од Маркса, који подржава концепт утопије.

### Марксов и Дарендорфов поглед на класну формацију
Маркс је сматрао да је историја дефинисана као класна борба. Маркс је дефинисао класу као разлику између доминантне класе и оних који доминирају. Он је веровао да у модерном друштву постоје три врсте класа: капиталисти, радници и буржоазија. Пролетаријат и буржоазија су стубови у формирању класа. Маркс је веровао да битка између различитих класа формира концепт феномена класе.
Маркс је схватио да постоје две класе: владари који контролишу средства за производњу и они којима се влада, који раде помоћу средстава за производњу. Сваком друштву су потребни обоје. Сукоби између њих изазивају уништење постојећег друштвеног реда, тако да може бити замењен новим.
С друге стране, Дарендорф сматра да је формирање класа била организација заједничких интереса. То даље значи да људи који су на власти треба да контролишу потчињене, што значи да би санкције могле да ступи на снагу против људи који не слушају наредбе ауторитета, што доводи до казне. Дарендорф тврди да се друштво састоји од више јединица које се зову императивно координисана удружења. Видео је друштвени конфликт као разлику између доминантних и потчињених група у императивно координисаним удружењима.
Маркс је веровао да је класна формација била заснована на власништву приватне имовине. Насупрот њему, Дарендорф је тврдио да је класна формација увек заснована на ауторитету. Он је дефинисао ауторитет као аспект друштвених организација и као заједнички елемент друштвених структура. Постоји још једна разлика између Маркса и Дарендорфа у вези структуре друштва. Дарендорф је сматрао да друштво има два аспекта: консензус и сукоб, статички и променљиви, ред и раздор, кохезију и улогу моћи, интеграцију и сукоб, и на крају консензус и ограничења. Он их је све видео подједнако као двоструке аспекте друштва. У вези с тим, Дарендорф тврди да друштво не може да опстане без консензуса и сукоба. Тако је мислио јер без сукоба не може бити консензуса, мада и консензус доводи до сукоба, сукоб такође доводи до консензуса.

## Критике
Док је Дарендорф настојао да споји идеје функционализма и марксизма, теорија сукоба није допринела много да побољшању теорије. Теорија сукоба има много истих проблема као и функционализам. Теорија сукоба је такође повезана са функционализмом преко својих идеја о системима, позицијама и улогама. "Ми разматрамо критике да је функционализам неисторијски, да није у стању да се носи са конфликтом и променом, врло конзервативан, преокупиран друштвеним ограничењима актера, прихватањем елитних легитимација, теологијом, и таутологијом". Да би се одговорило на бројне критике функционализма, почео је да се развија правац познат као неофункционализам. "Неофункционализам је настојао да подупре функционализам помоћу синтезе је са дугим низом других теоријских перспектива." Све у свему теорија има неколико сличности са марксизмом. Дарендорф је критикован због тога што је био задовољан са две алтернативне теорије реда и сукоба, уместо да покуша да пронађе теорију која би их комбиновала. Поред тога, теорија узима само макросоциолошку перспективу. Теорија се не бави много друштвеним животом.
У све више модерним, мултикултуралним друштвима, оспорени концепт и конструкција идентитета је добио све већи значај, и био је тема многих расправа. Као последица дебата око идентитета, неизбежна у глобализованом, модерном, мултикултуралном свету, питања држављанства су ступила на сцену. Наиме, разговори су анализирали начин на који држављанство доприноси формирању и изградњи идентитета. Дарендорфова приврженост марксистичким теоријама наизглед га је спречила да учествују у овим дебатама. У Дарендорфовој теорији није било значајних расправа о култури, а самим тим ни о држављанству и идентитету.

## Однос према другим класичним теоретичарима, као и перспективама
За разлику од многих других радова објављених од стране друштвених теоретичара 1950., рад Дарендорфа признаје исте класне интересе које брину Маркса. Као и Маркс, Дарендорф се сложио да је сукоб и даље основни чинилац друштвеног живота. Дарендорф је веровао да класни сукоб може имати повољне последице за друштво, као што су прогресивне промене. Дарендорф је критиковао и хтео да оспори "лажну, утопијску представу друштвене хармоније, стабилности и консензуса функционалистичке школе." Међутим, Дарендорф и даље дели кључне идеје са функционалистима, као што је вера у ефикасност политичких и економских институција. Попут Вебер, Дарендорф критикује Марксов став да ће радничка класа на крају постати хомогена група неквалификованих руковалаца машинама. Дарендорф истиче да у посткапиталистичком друштву постоје разлике у погледу прихода, престижа, вештина и животних шанси. Дарендорфов плуралистички поглед на класе и структуре моћи и уверење да су хијерархије власти неизбежне у модерним друштвима такође одражавају Веберовске идеје.

## Дела
- Homo sociologikus
- Dahrendorf, Ralf (1959). Class and Class Conflict in Industrial Society. Stanford: Stanford University Press.
- Dahrendorf, Ralf (1968). Essays in the Theory of Society. Stanford: Stanford University Press. ISBN 978-0-8047-0288-1.
- Dahrendorf, Ralf (1967). Society and Democracy in Germany. New York & London: W.. W. Norton & Company
- "The Modern Social Conflict". University of California Press: Berkeley and Los Angeles, 1988
- Dahrendorf, Ralf (1974). The New Liberty. BBC Radio Reith Lectures.
- Dahrendorf, Ralf (1990). Reflections on the Revolution in Europe: In a letter intended to have been sent to a gentleman in Warsaw. New York: Random House. ISBN 978-0-8129-1883-0.
- Dahrendorf, Ralf (1979). Life chances: Approaches to Social and Political Theory. London: Weidenfeld and Nicolson. ISBN 978-0-297-77682-6.